# Artibeus glaucus
Artibeus glaucus (Thomas, 1893) è un pipistrello della famiglia dei Fillostomidi diffuso nell'America meridionale e nei Caraibi.

## Descrizione

### Dimensioni
Pipistrello di piccole dimensioni, con la lunghezza della testa e del corpo tra 43 e 62 mm, la lunghezza dell'avambraccio tra 37 e 42 mm, la lunghezza del piede tra 8 e 12 mm, la lunghezza delle orecchie tra 12 e 17 mm e un peso fino a 14 g.

### Aspetto
Le parti dorsali variano dal grigio scuro al marrone scuro, mentre le parti ventrali sono più chiare. Il muso è corto e largo. La foglia nasale è ben sviluppata, lanceolata, con la porzione inferiore separata dal labbro superiore e con il bordo posteriore marcato di giallastro. Due strisce bianche ben distinte sono presenti su ogni lato del viso, la prima si estende dall'angolo esterno della foglia nasale fino a dietro l'orecchio, mentre la seconda parte dall'angolo posteriore della bocca e termina alla base del padiglione auricolare. Il labbro inferiore ha una verruca al centro circondata da altre più piccole. Le orecchie sono di medie proporzioni, triangolari e con l'estremità arrotondata. Le membrane alari sono marrone scuro o nerastre. È privo di coda, mentre l'uropatagio è ridotto ad una sottile membrana lungo la parte interna degli arti inferiori, ricoperta finemente di peli nella parte centrale e con il margine libero a forma di U rovesciata. Il calcar è corto. Sono presenti due molari sulle semi-arcate superiori e tre in quelle inferiori. Il cariotipo è 2n=30-31 FNa=56.

## Biologia

### Comportamento
Si rifugia all'interno di foglie di grandi alberi come quelli del genere Xanthosoma e del banano, modificate in piccole tende.

### Alimentazione
Si nutre di piccoli frutti.

### Riproduzione
Esistono due periodi riproduttivi. Femmine gravide e in allattamento sono state catturate da gennaio ad agosto in Ecuador, Venezuela e Trinidad e Tobago, mentre da ottobre a dicembre sempre in Ecuador e Venezuela. 

## Distribuzione e habitat
Questa specie è diffusa lungo i versanti andini della Colombia, Ecuador, Perù e Bolivia; Venezuela, Guyana centrale, Suriname settentrionale, estremo nord del Brasile, isole di Trinidad e Grenada.
Vive nelle foreste pluviali mature, foreste decidue, foreste secondarie, piantagioni e giardini fino a 2.800 metri di altitudine.

## Conservazione
La IUCN Red List, considerato il vasto areale e la popolazione presumibilmente numerosa, classifica A.glaucus come specie a rischio minimo (Least Concern)).